# Hípica als Jocs Olímpics d'estiu de 1996
Als Jocs Olímpics d'Estiu de 1996 celebrats a la ciutat d'Atlanta (Estats Units d'Amèrica) es disputaren sis proves d'hípica: doma clàssica, concurs complet i salts, tant en categoria individual com per equips. La competició es desenvolupà entre els dies 23 de juliol i 4 d'agost de 1996 a les instal·lacions eqüestres del Georgia International Horse Park (Conyers).
Hi participaren un total de 257 genets, 151 homes i 66 dones, de 30 comitès nacionals diferents.

## Resum de medalles
| Prova                                | Or | Argent | Bronze |
| Doma clàssica individual Detalls     | Isabell Werth amb Gigolo | Anky van Grunsven amb Bonfire | Sven Rothenberger amb Weyden |
| Doma clàssica per equips Detalls     | AlemanyaKlaus Balkenhol amb Goldstern · Martin Schaudt amb Durgo · Monica Theodorescu amb Grunox · Isabell Werth amb Gigolo                        | Països BaixosTineke Bartels amb Barbria · Anky van Grunsven amb Bonfire · Sven Rothenberger amb Weyden · Gonnelien Rothenberger amb Gonnelien | Estats UnitsRobert Dover amb Metallic · Michelle Gibson amb Peron · Steffen Peters amb Udon · Guenter Seidel amb Graf George                     |
| Concurs complet individual Detalls   | Blyth Tait amb Ready Teady | Sally Clark amb Squirrel Hill | Kerry Millikin amb Out and About |
| Concurs complet per equips Detalls   | AustràliaWendy Schaeffer amb Sunburst · Gillian Rolton amb Peppermint Grove · Andrew Hoy amb Darien Powers · Phillip Dutton amb True Blue Girdwood | Estats UnitsKaren O'Connor amb Biko · David O'Connor amb Giltedge · Bruce Davidson amb Heyday · Jill Henneberg amb Nirvana                    | Nova ZelandaBlyth Tait amb Chesterfield · Andrew Nicholson amb Jaggermeister II · Vaughn Jefferis amb Bounce · Victoria Latta amb Broadcast News |
| Salts d'obstacles individual Detalls | Ulrich Kirchhoff amb Jus De Pommes | Wilhelm Melliger amb Calvaro | Alexandra Ledermann amb Rochet M |
| Salts d'obstacles per equips Detalls | Alemanya Franke Sloothaak amb · Joly Coeur · Lars Nieberg amb For Pleasure · Ulrich Kirchhoff amb Jus De Pommes · Ludger Beerbaum amb Ratina Z     | Estats Units Peter Leone amb Legato · Leslie Burr-Howard amb Extreme · Anne Kursinski amb Eros · Michael R. Matz amb Rhum                     | Brasil Luiz Azevedo amb Cassiana · Alvaro Miranda Neto amb Aspen · Andre Johannpeter amb Calei · Rodrigo Pessoa amb Tomboy                       |

## Medaller
| Posició | País          | Or | Argent | Bronze | Total |
| 1       | Alemanya      | 4  | 0      | 0      | 4     |
| 2       | Nova Zelanda  | 1  | 1      | 1      | 3     |
| 3       | Austràlia     | 1  | 0      | 0      | 1     |
| 4       | Estats Units  | 0  | 2      | 2      | 4     |
| 5       | Països Baixos | 0  | 2      | 1      | 3     |
| 6       | Suïssa        | 0  | 1      | 0      | 1     |
| 7       | Brasil        | 0  | 0      | 1      | 1     |
| 7       | França        | 0  | 0      | 1      | 1     |